# Bar 25

Logo der Bar 25

Die Bar 25 (Eigenschreibweise: Bar25, kurz: Bar) war ein Open-Air-Techno-Club am Spreeufer im Berliner Ortsteil Friedrichshain. In der Zeit ihres Bestehens von 2003 bis 2010 erreichte sie auch internationale Bekanntheit. Nach sieben Jahren wurde die Bar im September 2010 nach einer fünftägigen Party als Teil des Clubsterbens geschlossen. Das Gelände wurde kurz darauf geräumt.

## Geschichte

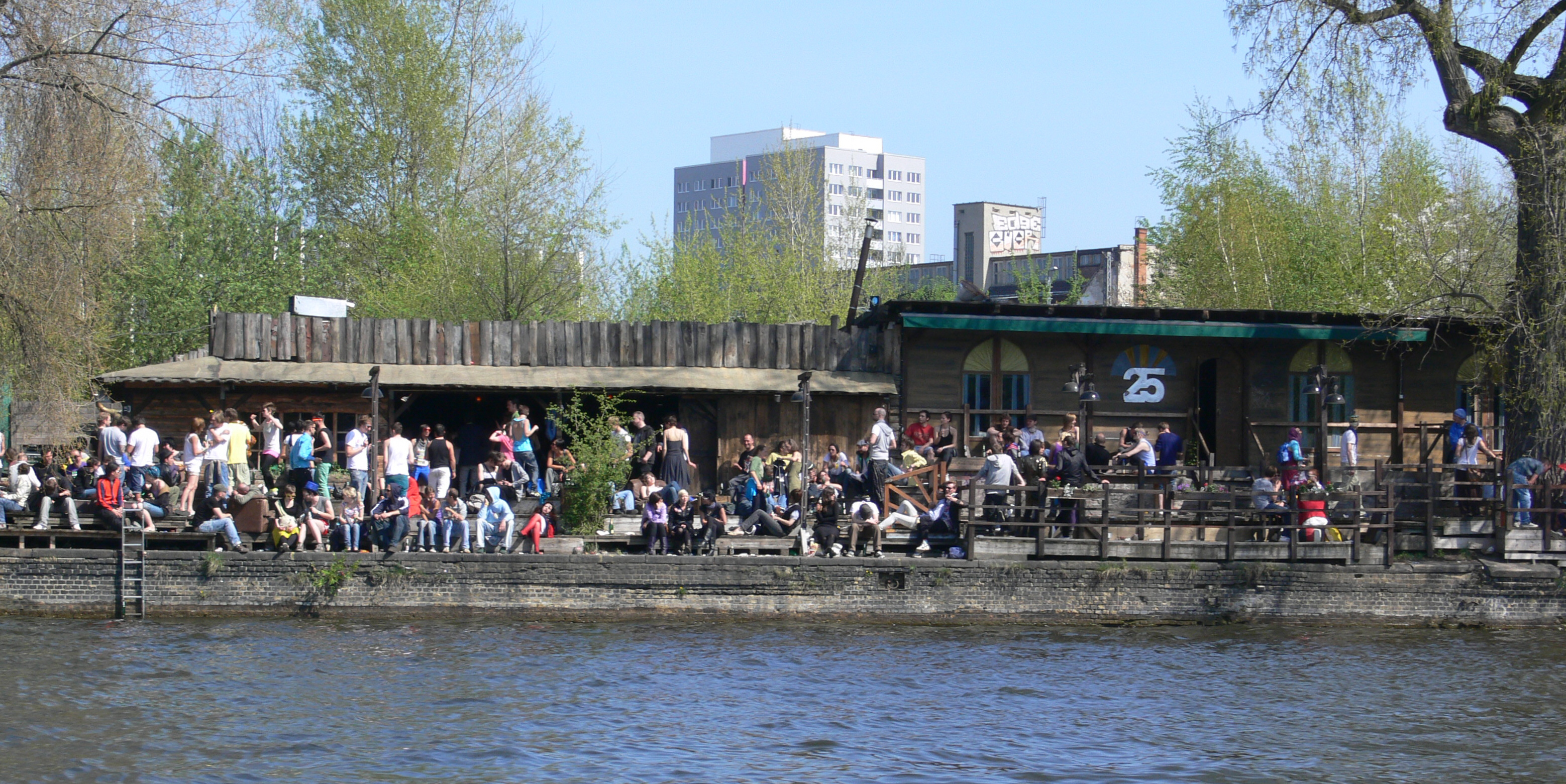
Die Bar 25 im April 2009

Das Gelände, auf dem sich die Bar befand, liegt zwischen der Holzmarktstraße und dem Nordufer der Spree, unweit des Ostbahnhofs. Die Lage im ehemaligen Grenzgebiet hatte zur Folge, dass das Grundstück jahrzehntelang unbebaut lag. Wie bei vielen städtische Brachen entlang des ehemaligen Mauerstreifens, waren es auch hier zunächst subkulturelle Zwischennutzer, die sich den Ort aneigneten. Zu den Betreibern der Bar 25 gehörten Christoph Klenzendorf, Juval Dieziger, Danny Faber und Steffi Lotta sowie Behzad Karim Khani. Sie pachteten das brachliegende Grundstück von der landeseigenen Müllentsorgungsgesellschaft BSR, bis diese das Grundstück im Rahmen der städtischen Masterplanung Mediaspree im Jahr 2012 gegen Höchstgebot veräußerte.
Das Gelände des Open-Air-Clubs war durch einen hohen Holzzaun von der Straße getrennt. Die Bar selbst bestand aus einem Holzschuppen im Stil eines amerikanischen Saloons, der nur im Sommer genutzt werden konnte. Im Winter blieb die Bar geschlossen.

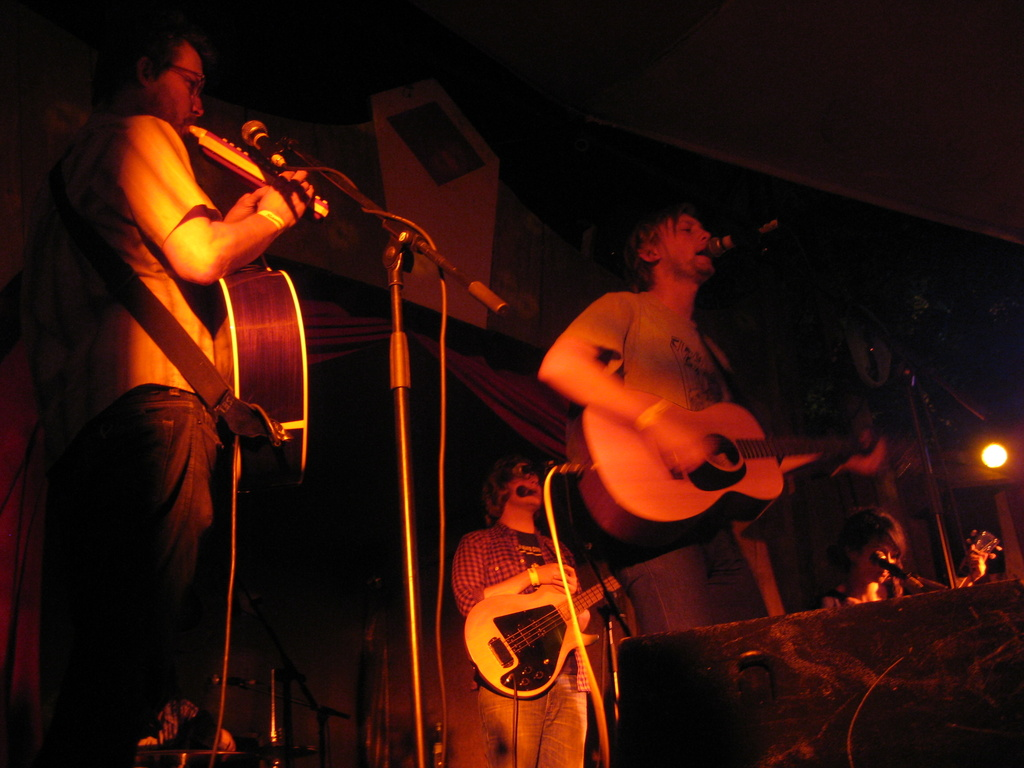
Port O’Brien in der Bar 25, 2009

Das Gebäude wurde im Laufe der Jahre vielfach erweitert und umgebaut. Im hinteren Bereich der Bar wurde vom Koch Juval Dieziger ein gehobenes Restaurant betrieben. Auf dem Gelände befanden sich außerdem eine Konzertbühne, ein Zirkuszelt für Theater- und Kinovorstellungen, ein Feuerplatz, ein Hostel, eine Pizzahütte, ein Saunabereich mit Pool sowie Privatunterkünfte, da einige Mitarbeiter auch auf dem Gelände wohnten. Spielgeräte wie Schaukeln, ein Trampolin, ein ausrangierter Autoscooter, ein Elektro-Schaukelpferd oder eine „Wodkarutsche“ gaben der Bar die Erscheinung eines „Spielplatzes für Erwachsene“. Die Berliner Morgenpost beschrieb die Bar 25 als „Mischung aus Kino, Theater, Spielplatz, Sportpark, Restaurant, Disco und Wagenburg mit Wellnessbereich“. In der Bar 25 wurde wahlweise Techno oder Rockmusik gespielt. Im Laufe der Jahre traten dabei viele international bekannte DJs und Bands in der Open-Air-Location auf. Zum Club gehörte auch ein Plattenlabel.
Bekanntheit erlangte die Bar 25 auch durch ihre ausufernden Kostüm- und Konfettipartys. Berüchtigt war die strenge und nicht vorhersehbare Auswahl der Gäste durch Türsteherin Steffi Lotta.
2007 drehte Hannes Stöhr einige Szenen für seinen Kinofilm Berlin Calling in der Bar 25. Am 3. Mai 2012 hatte der Dokumentarfilm Bar25 – Tage außerhalb der Zeit in deutschen Kinos Premiere, der die Geschichte der Bar 25 und ihrer Gründer von Anfang an dokumentiert.
Im Zuge der Entwicklung wurde mehrere Jahre in Folge jeweils im Herbst eine Abschlussparty gefeiert, doch es gelang mehrfach den Pachtvertrag zu verlängern und die entsprechenden Genehmigungen der Stadtverwaltung zu erhalten.
Nach endgültiger Schließung der Bar eröffneten die Betreiber auf der anderen Spreeseite den weitläufigen Club Kater Holzig in einer alten Seifenfabrik und schließlich wieder in unmittelbarer Nähe der ursprünglichen Bar 25 den Kater Blau.

## Holzmarkt 25

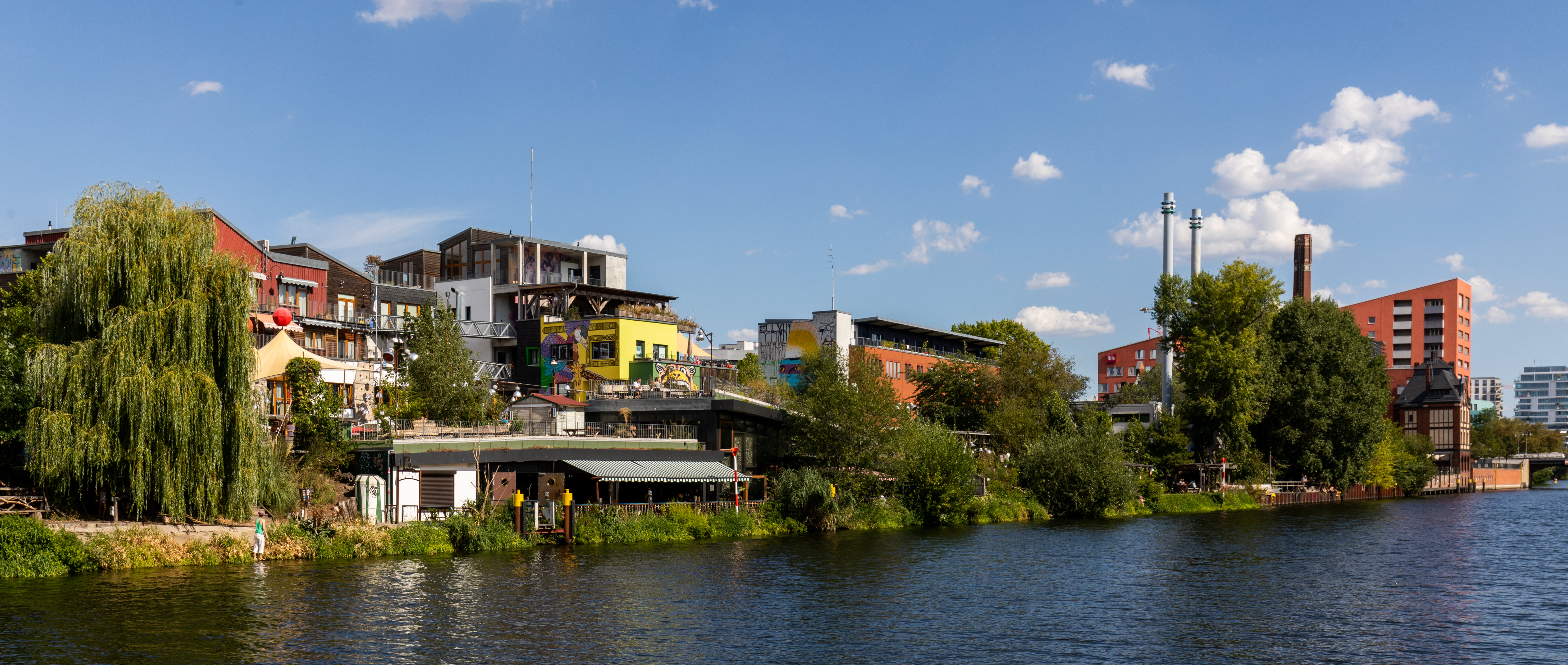
Holzmarkt 25, Stadtquartier am renaturierten Spreeufer

Nachfolgeprojekt der Bar 25 ist das genossenschaftliche Stadtquartier Holzmarkt 25.